# John Leach (Richter)

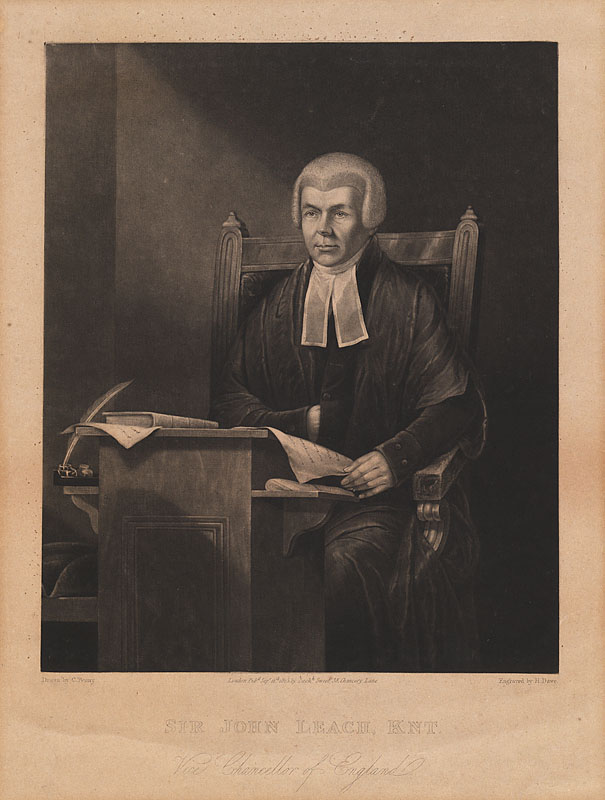
John Leach (um 1825)

John Leach PC (* 28. August 1760 in Bedford; † 14. September 1834 in Edinburgh) war ein britischer Politiker und Jurist.

## Familie und Ausbildung
Geboren wurde Leach als zweiter Sohn von Richard Leach und dessen Frau Frances Green. Sein Vater war Kupferschmied. Seine Schulbildung erhielt Leach an der Grammar School von Bedford. Danach ging er zunächst bei dem Architekten Robert Taylor in die Lehre. Auf anraten von Samuel Pepys Cockerell entschied er sich dann aber für die Ausbildung in Rechtswissenschaften. Am 26. Januar 1785 wurde er als Schüler am Middle Temple aufgenommen und absolvierte seine Ausbildung bei William Alexander.

## Beruflicher Werdegang
Seine Zulassung als Rechtsanwalt erhielt Leach am 12. Februar 1790. In den folgenden 10 Jahren baute er eine gutgehende Praxis auf. Bekannt wurde er 1792, als er die Abgeordneten des House of Commons für Seaford in einem Rechtsstreit um ihre Amtsenthebung vertrat. Er ließ sich in Seaford nieder und bekleidete ab 1795 das Amt des Stadtrichters. Ein Jahr später trat er erfolglos zu den Parlamentswahlen an. Erst bei den Unterhauswahlen 1806 konnte er den Sitz erlangen. Er gehörte den Whigs an. Im Parlament fiel er dem Herzog von York auf, welcher ihn wiederum dem Prince of Wales und späteren König George IV. vorstellte. Die beiden bauten ein enges Verhältnis auf. Aufgrund dessen wurde Leach 1813 der Posten des Solicitor General for England and Wales angeboten, den er jedoch ablehnte. Im Februar 1816 nahm er dann den Posten des Kanzlers des Herzogtums Cornwall an. Zugleich gab er seinen Sitz im Parlament zugunsten von Charles Cockerell auf und verkaufte seinen Besitz in Seaford. Im Herbst 1817 beauftragte ihn der Prinz mit der rechtlichen Begutachtung des Verhaltens seiner Frau. Leach empfahl die Entsendung einer Kommission deren Erkenntnisse das Fundament für das Verfahren gegen Caroline von Braunschweig bildeten. Dieses Verfahren stieß bei den Mitgliedern des Parlaments auf Ablehnung und schädigte den Ruf Leachs stark. Dies führte dazu, dass er beispielsweise nie zum Lordkanzler ernannt wurde, obwohl er 1819, 1826 und 1830 als Kandidat gehandelt wurde. Auch erreichte er nie die Erhebung in den Adelsstand. Am 3. Januar 1818 wurde er zum Kronanwalt ernannt. Am 17. Januar 1818 zum stellvertretenden Lordkanzler erhoben wurde er zugleich zum Ritter geschlagen. Schon 1817 wurde er vorsitzender Richter in Chester ernannt. Im April 1827 lehnte Leach den Posten des Lordkanzlers von Irland ab und wurde im Mai 1827 dafür zum Master of the Rolls ernannt. Im selben Monat übernahm er das Amt des stellvertretenden Sprechers des House of Lords. Als Richter zeigte er häufig Schwächen in der Kenntnis des Rechts, die er aber vor allem durch schnelles Arbeiten wett machte. Da er häufig den Eindruck schlampigen Arbeitens vermittelte, gingen viele seiner Fälle in die Berufung. Sein Verhalten im Gerichtssaal war sehr streng, was ihm Kritik von zahlreichen Barristern einbrachte. Das Verhältnis zu den Rechtsanwälten besserte sich erst, nachdem er das Amt des Master of the Rolls übernommen hatte und die Sitzungszeiten von Abends auf Morgens verlegte.

## Tod und Hinterlassenschaften
Leach starb auf einer Reise nach Sutherland im Simpson’s Hotel in Edinburgh. Er wurde im Kirchhof der Greyfriars Kirk in Edinburgh beigesetzt. Er hinterließ ein beachtliches Jahreseinkommen von £ 7.000 jährlich. In seinem Testament richtete er ein Vermächtnis in Höhe von £ 5.000 für eine Nichte ein. Sein Immobilienvermögen brachte er in einen Trust zugunsten seines Bruders ein.